# Campionati europei di ciclismo su pista 2025 - Scratch maschile
La gara dello scratch maschile ai Campionati europei di ciclismo su pista 2025 si svolse il 14 febbraio 2025 presso il Omnisport Heusden-Zolder di Heusden-Zolder, in Belgio.

## Risultati
La gara si disputò sulla distanza di 60 giri (15 km).
| Pos | Nome                    | Nazione                     | Gap giri |
| --- | ----------------------- | --------------------------- | -------- |
| 1   | Iúri Leitão             | Portogallo                  |          |
| 2   | Vincent Hoppezak        | Paesi Bassi                 |          |
| 3   | William Tidball         | Regno Unito                 | –1       |
| 4   | Filip Prokopyszyn       | Polonia                     | –1       |
| 5   | Bruno Keßler            | Germania                    | –1       |
| 6   | Martin Chren            | Slovacchia                  | –1       |
| 7   | Bertold Drijver         | Ungheria                    | –1       |
| 8   | Tim Wafler              | Austria                     | –1       |
| 9   | Karsten Larsen Feldmann | Norvegia                    | –1       |
| 10  | Álvaro Navas            | Spagna                      | –1       |
| 11  | Mats Poot               | Svizzera                    | –1       |
| 12  | Jan Voneš               | Rep. Ceca                   | –1       |
| 13  | Davide Stella           | Italia                      | –1       |
| 14  | Ramazan Yılmaz          | Turchia                     | –1       |
| 15  | Vladyslav Loginov       | Israele                     | –1       |
| 16  | Lucas Menanteau         | Francia                     | –1       |
| 17  | Tobias Hansen           | Danimarca                   | –1       |
| 18  | Daniel Crista           | Romania                     | –1       |
| 19  | Vitaliy Hryniv          | Ucraina                     | –1       |
| 20  | Gustav Johansson        | Svezia                      | –1       |
| 21  | Vid Murn                | Slovenia                    | –1       |
| 22  | Grigorii Skorniakov     | Atleti Neutrali Autorizzati | –1       |
| 23  | Nikolas Klimavičius     | Lituania                    | –1       |
| 24  | Tuur Dens               | Belgio                      | –1       |